# Solvatochromismus

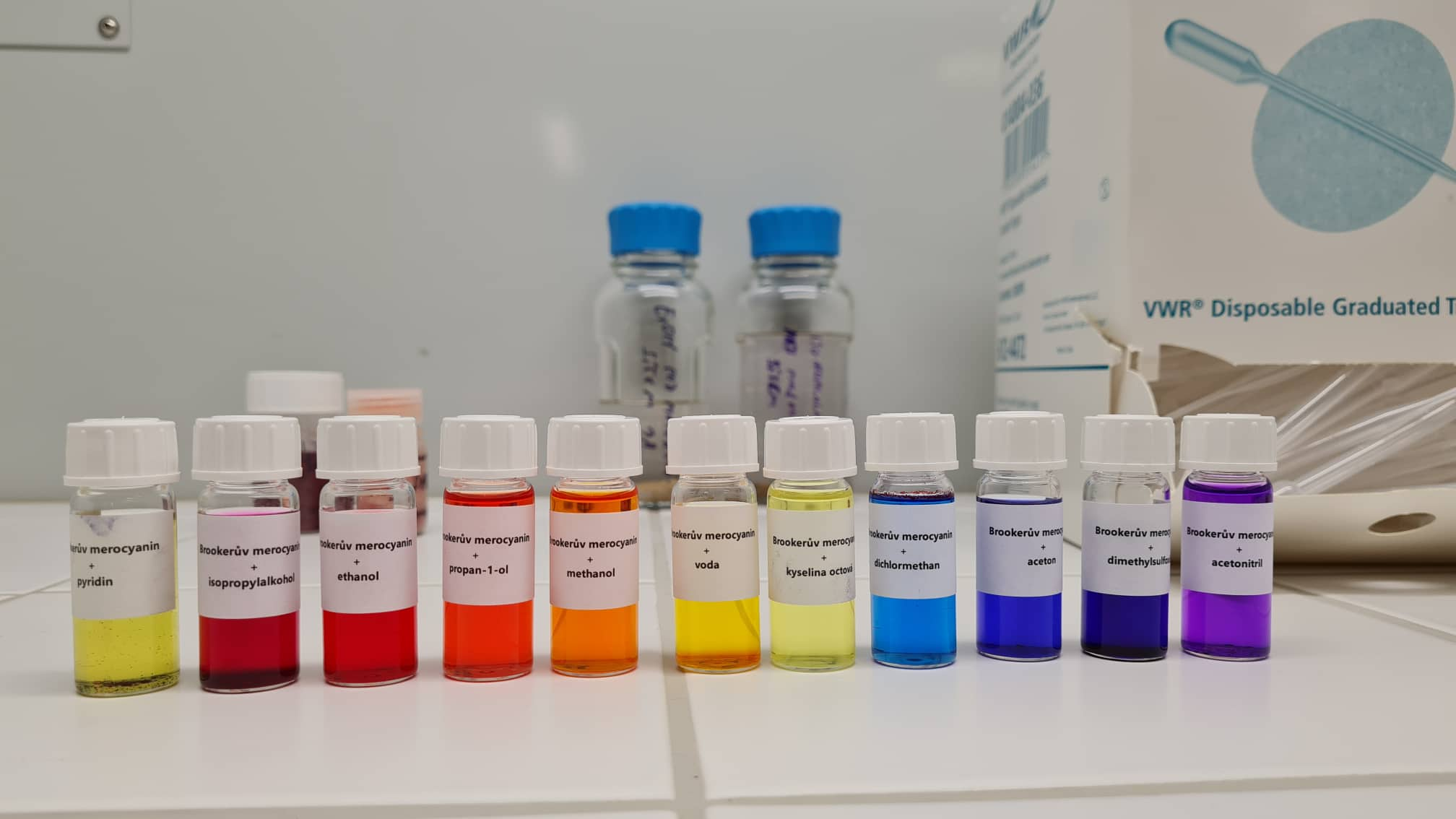
Brookerův merocyanin v různých rozpouštědlech

Solvatochromizmus je definován jako změna barvy sloučenin, která souvisí se změnou absorpčního nebo emisního spektra molekul při rozpuštění v různých rozpouštědlech.

## Aplikace solvatochromismu
Jedním z příkladů použití solvatochromismu je využití solvatochromických sloučenin při analýze olejů, kde se měří malé množství polárních molekul v nepolárním prostředí, např.: methanol v naftě.